# Daniel (film 1983)
Daniel è un film del 1983 diretto da Sidney Lumet, tratto dal romanzo Il libro di Daniel (The Book of Daniel) di E. L. Doctorow, anche autore della sceneggiatura. Il romanzo, e di conseguenza il film, si basa sulla vicenda dei coniugi Rosenberg, condannati a morte dal governo statunitense nel 1953 con l'accusa di spionaggio scientifico-militare a favore dell'Unione Sovietica

## Trama
Nel 1950, i coniugi Paul e Rochelle Isaacson vengono accusati dalle autorità americane d'essere delle spie per conto dell'Unione Sovietica. La coppia, dopo tre anni di reclusione, viene dunque condannata a morte, lasciando i loro due figli, Susan e Daniel, orfani.
Giunti alla fine degli anni sessanta, Susan è diventata una militante d'estrema sinistra, attiva praticamente in ogni tipo di lotta politica e sociale, mentre Daniel si è costruito una vita ben più appartata ed ordinaria, scandita quasi unicamente dalle sue premure per la moglie ed il figlioletto. La loro stessa divergenza di vedute e stili di vita ha influenzato anche il modo in cui hanno affrontato la sorte dei loro genitori: laddove Daniel ha preferito dimenticare ed andare avanti con la sua vita come se nulla fosse, Susan invece, che non ha mai creduto alla colpevolezza dei suoi genitori, ha sviluppato un sentimento di feroce rancore verso un Paese che, secondo lei, è costruito sulle ingiustizie e l'oppressione dei più deboli. Soltanto a seguito della brutale morte della sorella, Daniel farà i conti con i fantasmi del proprio passato e su ciò che l'infausta parabola dei genitori ha davvero significato.

## Produzione
Paul e Rochelle Isaacson (i Rosenberg) sono interpretati da Mandy Patinkin e Lindsay Crouse. Il loro figlio Daniel è interpretato da Timothy Hutton, sua moglie Phyllis da Ellen Barkin, e la loro (immaginaria) figlia Susan da Amanda Plummer. Nella realtà, infatti, i Rosenberg avevano due figli, Michael e Robert. Anche Ed Asner figura nella pellicola.

## Accoglienza
Daniel ha ricevuto delle recensioni contrastanti e non è stato un successo al botteghino alla sua uscita, a causa anche del fatto che essa fosse limitata, vista la tematica affrontata. Sul sito Rotten Tomatoes le rensioni positive sono pari al 43% sul totale delle recensioni.

## Distribuzione
Il film è stato distribuito in svariati paesi con titoli differenti:
- USA 26 Agosto 1983
- Regno Unito 10 Febbraio 1984
- Francia 7 Marzo 1984
- Svezia 9 Marzo 1984
- Finlandia (Danielin kirja) 20 Aprile 1984
- Australia 21 Giugno 1984
- Danimarca (Var de skyldige?) 3 Settembre 1984
- Portogallo (Daniel, Passado Sem Resgate) 15 Marzo 1985
- Germania Est (Daniel) 7 Marzo 1986
- Germania Ovest 9 Novembre 1989
- Brasile (Daniel)
- Argentina (Daniel, el último testigo)
- Grecia (Daniel)